# Ivar Vandal

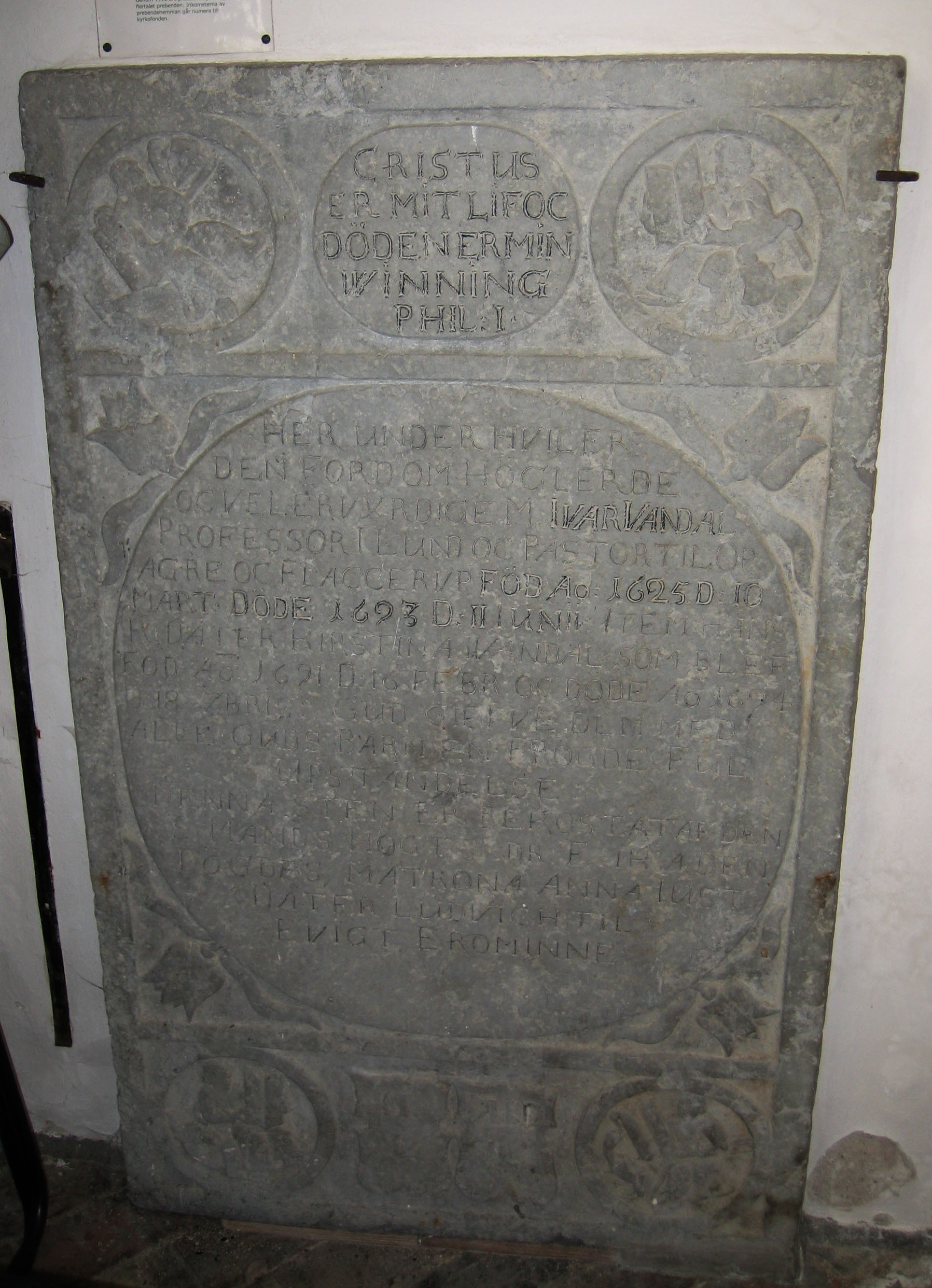
Ivar Vandals gravsten i Uppåkra kyrkas kyrktorn.

Ivar Vandal (även Ifvar Wandal eller Ivar Wandalin), född den 10 mars 1625 i Viborg, död den 11 juli 1693, var en dansk-svensk präst och professor i historia vid Lunds universitet.
Vandal var son till kyrkoherden i Magstrup och Jægerup vid Haderslev i Danmark, magister Jens Ivarsson Wandal. Modern var Marina Pedersdotter. 1652 utnämndes han till Con-Rector vid Odense skola och blev 1653 magister i Köpenhamn. Vidare blev han eloquentiæ professor vid Lunds gymnasium 1655 eller 1656.  På Consistorii Academici förlag blev han extra ordinarie professor i historia vid det nyinrättade svenska Lunds universitet 1668, och den 10 januari 1669 ordinarie professor. Under sin tid som professor lyckades han blott frambringa en akademisk avhandling. Av universitetets kansler blev har 1671 rekommenderad till Bunkeflo pastorat, ett uppdrag han aldrig tog. 1676 brann hans gård i Lund ned, och hans arbete vid universitetet omöjliggjordes på grund av Skånska kriget, som också medförde att hans socken härjades. Vandal skall på grund av kriget ha börjat missbruka alkohol vilket vidare orsakade en personlig ruin och suspension. Biskop Canutus Hahn skall dock ha hjälpt honom. Vandal blev på kunglig befallning 28 juni 1682 istället kyrkoherde vid Uppåkra och Flackerups församlingar. 
Vandal gifte sig den 16 oktober 1683 med Anna Jystdotter Ludvich. Paret fick en dotter, Kerstin (1691-1694), som är begravd med honom i Uppåkra kyrka, där deras gemensamma gravsten tagits ur den medeltida kyrkans golv och murats in i den nya kyrkans kyrktorn.
På gravstenen står det: "Her under hviler den fordom höglerde oc Velervyrdige M. Ivar Vandal, professor i Lund oc pastor till Opagre oc Flaccerup. Föd ao: 1625 d: 10 mart. Döde 1693 d: 11 junii. Item hans k dater, Kirstina Wandal som blef föd ao 1691 d: 18 febr. oc döde Ao 1694 febr: Gud gifve dem med alle Guds barn en frögde ful upståndelse. "